# Гіллв'ю (Кентуккі)
Гіллв'ю (англ. Hillview) — місто (англ. city) в США, в окрузі Буллітт штату Кентуккі. Населення — 8622 особи (2020).

## Географія
Гіллв'ю розташований за координатами 38°2′6″ пн. ш. 85°40′11″ зх. д. / 38.03500° пн. ш. 85.66972° зх. д. (38.035024, -85.669760).  За даними Бюро перепису населення США в 2010 році місто мало площу 8,57 км², з яких 8,50 км² — суходіл та 0,07 км² — водойми. В 2017 році площа становила 16,40 км², з яких 16,14 км² — суходіл та 0,25 км² — водойми.

## Демографія
Згідно з переписом 2010 року, у місті мешкали 8172 особи в 2934 домогосподарствах у складі 2199 родин. Густота населення становила 954 особи/км².  Було 3051 помешкання (356/км²).
Расовий склад населення:
| - 96,0 % — білих - 1,1 % — чорних або афроамериканців - 0,8 % — азіатів - 0,3 % — корінних американців |

До двох чи більше рас належало 1,5 %. Частка іспаномовних становила 2,0 % від усіх жителів.
За віковим діапазоном населення розподілялося таким чином: 28,2 % — особи молодші 18 років, 61,7 % — особи у віці 18—64 років, 10,1 % — особи у віці 65 років та старші. Медіана віку мешканця становила 34,6 року. На 100 осіб жіночої статі у місті припадало 97,5 чоловіків;  на 100 жінок у віці від 18 років та старших — 94,2 чоловіків також старших 18 років.
Середній дохід на одне домашнє господарство  становив 54 823 долари США (медіана — 46 477), а середній дохід на одну сім'ю — 60 388 доларів (медіана — 55 911). Медіана доходів становила 37 323 долари для чоловіків та 30 653 долари для жінок. За межею бідності перебувало 8,8 % осіб, у тому числі 11,5 % дітей у віці до 18 років та 10,3 % осіб у віці 65 років та старших.
Цивільне працевлаштоване населення становило 3718 осіб. Основні галузі зайнятості: виробництво — 20,3 %, освіта, охорона здоров'я та соціальна допомога — 16,8 %, роздрібна торгівля — 16,3 %.